# Classe Wilk
La classe Wilk était une classe de sous-marins de la marine polonaise comprenant trois bateaux : les ORP Wilk, ORP Ryś et ORP Żbik. Les bateaux ont été construits en France. Ils ont servi de 1931 à 1955. Pendant la Seconde Guerre mondiale, l’un d’eux s’est enfui en Grande-Bretagne et les deux autres ont été internés en Suède.

## Conception
La conception de la classe était basée sur celle du sous-marin français Pierre Chailley, dont la quille avait été posée en 1917 et qui a été en service de 1923 à 1936. Fonctionnant avec des moteurs Diesel, ils possédaient tous des capacités de mouilleur de mines. Ils avaient une vitesse maximale de 14,5 nœuds (26,9 km/h) en surface et 9,5 nœuds (17,6 km/h) en immersion.

## Navires de la classe
| Nom      | Constructeur                                     | Lancement     | Destin                                       |
| -------- | ------------------------------------------------ | ------------- | -------------------------------------------- |
| ORP Wilk | Chantiers et Ateliers Augustin Normand, Le Havre | 12 avril 1929 | Mis en réserve en 1942, ferraillé en 1951    |
| ORP Ryś  | Ateliers et chantiers de la Loire, Nantes        | 22 avril 1929 | Interné en septembre 1939, ferraillé en 1954 |
| ORP Żbik | Chantiers navals français, Caen                  | 14 juin 1931  | Interné en septembre 1939, ferraillé en 1954 |